# Szant járás (Dél-Hangáj)
Szant járás (mongol nyelven: Сант сум) Mongólia Dél-Hangáj tartományának egyik járása. Területe 2600 km². Népessége kb. 4500 fő.
Székhelye Majhan (Майхан), mely 110 km-re keletre fekszik Arvajhér tartományi székhelytől.